# 王葆仁
王葆仁（1907年1月20日—1986年9月12日），男，江苏扬州人，中国高分子化学家。曾任中国科学院化学研究所研究员、副所长。中国最早从事高分子科学研究的化学家之一。

## 生平
1927年毕业于国立东南大学化学系。1935年获英国伦敦大学帝国学院哲学博士学位。1959年在中国科技大学创建高分子化学与物理系。1980年当选为中国科学院学部委员（院士）。